# Litsea nemoralis
Litsea nemoralis H.W.Li – gatunek rośliny z rodziny wawrzynowatych (Lauraceae Juss.). Występuje endemicznie na Sri Lance. 

## Morfologia
PokrójZimozielone drzewo dorastające do 4 m wysokości.
LiścieMają kształt od lancetowatego do eliptycznie lancetowatego. Mierzą 25–60 cm długości oraz 7,5–10 cm szerokości. Nasada liścia jest klinowa. Blaszka liściowa jest całobrzega, o ostrym lub spiczastym wierzchołku. Ogonek liściowy jest owłosiony i dorasta do 25–60 mm długości.
KwiatySą jednopłciowe, zebrane w baldachy, rozwijają się w kątach pędów. Okwiat jest zbudowany z listków o podłużnym kształcie i długości 2 mm.
OwoceMają kulisty kształt, osiągają 8–9 mm średnicy.

## Biologia i ekologia
Roślina dwupienna.